# Гурам Дочанашвілі
Дочанашвілі Гурам Петрович (груз. გურამ დოჩანაშვილი; 23 березня 1939 р., Тбілісі — 3 квітня 2021) — грузинський письменник.

## Біографія
Закінчив Тбіліський університет. Історик. У 1956 році засуджений вперше за «антирадянську агітацію та пропаганду». У 1958 році — вдруге за «спротив владі». Працював у журналі «Мнатобі» з 1975-го по 1985-ий.
З 1985 р. — головний редактор кіностудії «Грузія-фільм».
У Грузії за мотивами його творів здійснено численні театральні постановки, знято фільми, зокрема фільм «Бесаме» (1989), режисер Ніно Ахвледіані.

## Нагороди
- Президентський орден Сяйво (Грузія, 2010)[2]